# Vimenet
Vimenet é uma comuna francesa na região administrativa de Occitânia, no departamento de Aveyron. Estende-se por uma área de 20,95 km². Em 2010 a comuna tinha 251 habitantes (densidade: 12 hab./km²).